# 維利涅 (茲古里夫卡區)
50°27′0″N 31°43′15″E / 50.45000°N 31.72083°E
維利內（烏克蘭語：Вільне）是位於烏克蘭北部的村莊，由基辅州布羅瓦里區的茲胡里夫卡市鎮負責管轄。該村始建於1908年，面積0.92平方公里，海拔高度131米，2001年人口212，人口密度每平方公里231.2人。